# ۲۴: رستگاری
۲۴: رستگاری (به انگلیسی: 24: Redemption) نام تله‌فیلم دوساعته‌ای است که در تاریخ ۲۳ نوامبر ۲۰۰۸ از شبکه فاکس پخش شد و در روز ۲۵ نوامبر ۲۰۰۸ دی‌وی‌دی آن توزیع شد. تهیه‌کننده این فیلم هاوارد گوردون و کارگردان آن جان کسار می‌باشد. این فیلم به دلیل اعتصاب نویسندگان آمریکایی در سال ۲۰۰۸ و به تعویق افتادن ساخت فصل هفتم سریال، ساخته شد.
این فیلم در فاصله زمانی بین فصل ششم و هفتم رخ می‌دهد و در زمان واقعی از ساعت ۳ تا ۵ بعدازظهر (به وقت سانگالا). هم‌چنین در این روز مراسم روز معارفه رئیس‌جمهور ایالات متحده آمریکا برگزار می‌شود.

## خلاصهٔ داستان
در این فیلم جک باور سعی دارد تا در کشور سانگالا (که کشوری خیالی است در قاره آفریقا) در صلح زندگی کند. جک به همراه دوستش قدیمی‌اش کارل بنتون در این کشور به انجام اعمال بشردوستانه می‌پردازد. کارل مدرسه‌ای ساخته و سعی دارد تا به بچه‌های یتیم آفریقایی کمک کند. جک اظهاریه‌ای از طرف دولت آمریکا دریافت می‌کند که به دلیل نقض حقوق بشر (اعمال شکنجه در بازجویی‌هایش) به آمریکا فراخوانده شده‌است. در همین زمان سرهنگ دوباکو و جنرال جوما که در حال ساختن ارتش هستند، به دنبال کودکان مدرسهٔ کارل می‌آیند. آن‌ها از بچه‌های یتیم برای ساختن این ارتش استفاده می‌کنند.
هم‌زمان در واشینگتن پرزیدنت نوح دنیلز در حال تحویل دادن پست ریاست جمهوری به الیسون تیلور می‌باشد.
جک و کارل با کودکان از دست دوباکو و یارانش به سوی سفارت آمریکا فرار می‌کنند. در راه پای کارل روی مین می‌رود و از جک می‌خواهد که آن را خنثی نکند و کودکان را به سفارت برساند. او جان خودش را فدا می‌کند. زمانی که جک و کودکان به سفارت می‌رسند، مسئول سفارت می‌گوید تا زمانی که جک خودش را تحویل ندهد، در را به روی کودکان باز نخواهد کرد. جک فداکاری می‌کند و خودش را تسلیم نیروهای آمریکایی می‌کند و با بچه‌های آفریقایی و با هلیکوپتر به آمریکا منتقل می‌شود. این فیلم با نشان دادن ساعت صامت به احترام فداکاری جک به پایان می‌رسد.